# Gedangan (Pulo Bandring)
Gedangan is een bestuurslaag in het regentschap Asahan van de provincie Noord-Sumatra, Indonesië. Gedangan telt 4035 inwoners (volkstelling 2010).